# Johannes Franciscus Cornelis Toelen
Johannes Franciscus Cornelis Toelen (Druten, 1 november 1918 - Rotterdam, 5 februari 2002) was een Nederlandse militair die tijdens de Slag om de Grebbeberg zodanig onderscheidenlijk optrad dat hij voor zijn moed, beleid en trouw werd benoemd tot Ridder 4e klasse in de Militaire Willems-Orde.

## Oorlogsbiografie
Soldaat Toelen was als dienstplichtig militair van de lichting 1938 in augustus 1939 gemobiliseerd en ingedeeld bij de 2e Compagnie van het 1e bataljon van het 8e Regiment Infanterie (2-I-8 R.I.). Het 8e Regiment verdedigde de hoofdstelling van het Nederlandse Veldleger in de Grebbelinie op de Grebbeberg. Toelen zelf was ingedeeld in de zogenaamde frontlijn, wat de voorste linie van de hoofdweerstand was. Zijn compagnie bezette een klassiek hoornwerk - dat in de maanden voor de oorlog was gemoderniseerd met loopgraven en betonnen kazematten voor mitrailleurs en antitankgeschut - dat de toegang tot de Grebbeberg en de overgang over het smalle riviertje Grift diende af te sluiten. Toelen was oorspronkelijk lichte mitrailleurschutter, maar functioneerde als ordonnans bij de kapitein Collette, de compagniescommandant. Zodoende was hij niet in het hoornwerk, maar in de commandopost welke zo'n 400 m noordwest van het hoornwerk lag, boven op de Grebbeberg zelf.
De Duitse aanval op de Grebbelinie ving aan in de ochtend van 11 mei 1940. Artilleriebeschietingen op de Grebbeberg en het aan te vallen voorterrein, waar voorposten de eerste defensie vormden, openden dat wat als de Slag om de Grebbeberg bekend zou worden. De slag zou in fases drie dagen lang voortrazen en eindigen in de vroege avond van 13 mei 1940 na de ontruiming van de stelling door de Nederlandse troepen, hetwelk door de Duitsers in de avond van 13 mei werd ontdekt. Bij de slag zouden aan Nederlandse zijde ca. 420 man sneuvelen, aan Duitse zijde ongeveer 250 man.
Tijdens de slag zou Toelen zich zeer onderscheiden door zijn niet aflatende inzet om de commandogroep rond zijn compagniescommandant en andere Nederlandse verbanden te enthousiasmeren, van noodzakelijke informatie en aanvoering te voorzien en munitie en andere benodigdheden te brengen naar fronteenheden. Daarbij schuwde Toelen het gevaar schijnbaar nimmer, raakte bij zijn inspanningen gewond, maar overleefde de slag en de oorlog.
Soldaat Toelen werd na de strijd voorgedragen voor de hoogste militaire onderscheiding, de Militaire Willemsorde. Hij was een van de zeer weinige die de onderscheiding werkelijk (bij Koninklijk Besluit) toegekend kreeg, op 20 juni 1946.

### Mutatie bij onderscheiding
Heeft zich in den strijd door het bedrijven van uitstekende daden van moed, beleid en trouw op 12 mei 1940 op den Grebbeberg onderscheiden. Zich herhaaldelijk aangemeld, en opgetreden als ordonnans naar de voorste lijn, daarbij zelfs anderen vervangende. Voorts daden verricht van bijzonder beleid, waarbij hij telkens onder artillerie- en mitrailleurvuur kwam; is hierbij gewond geraakt. Herhaaldelijk initiatief getoond door vrijwillig het bevel over terugtrekkende afdelingen, waarbij zich zelfs onderofficieren bevonden, op zich te nemen en deze door zijn moedig en kordaat optreden en zijn voorbeeld weer naar haar stellingen terug te brengen.

### Na de oorlog
Toelen werd in mei 1945 aangesteld als tijdelijk sergeant van Speciale Diensten. In mei 1948 werd hij (met terugwerkende kracht tot maart van dat jaar) aangesteld als reserve tweede luitenant der infanterie. In maart 1950 bevorderd tot reserve eerste luitenant en ten slotte, als erkenning, bij zijn eervolle ontslag als reserveofficier in augustus 1961 nog bevorderd tot reserve kapitein.
Op 17 april 2025 gaf wethouder Thoonen desgevraagd een helder positief antwoord op vragen van de gemeenteraad van Druten inzake het verzoek Soldaat Toelen (MWO) in zijn geboorteplaats Druten te vernoemen op een passende locatie in de openbare ruimte.